# Intubation

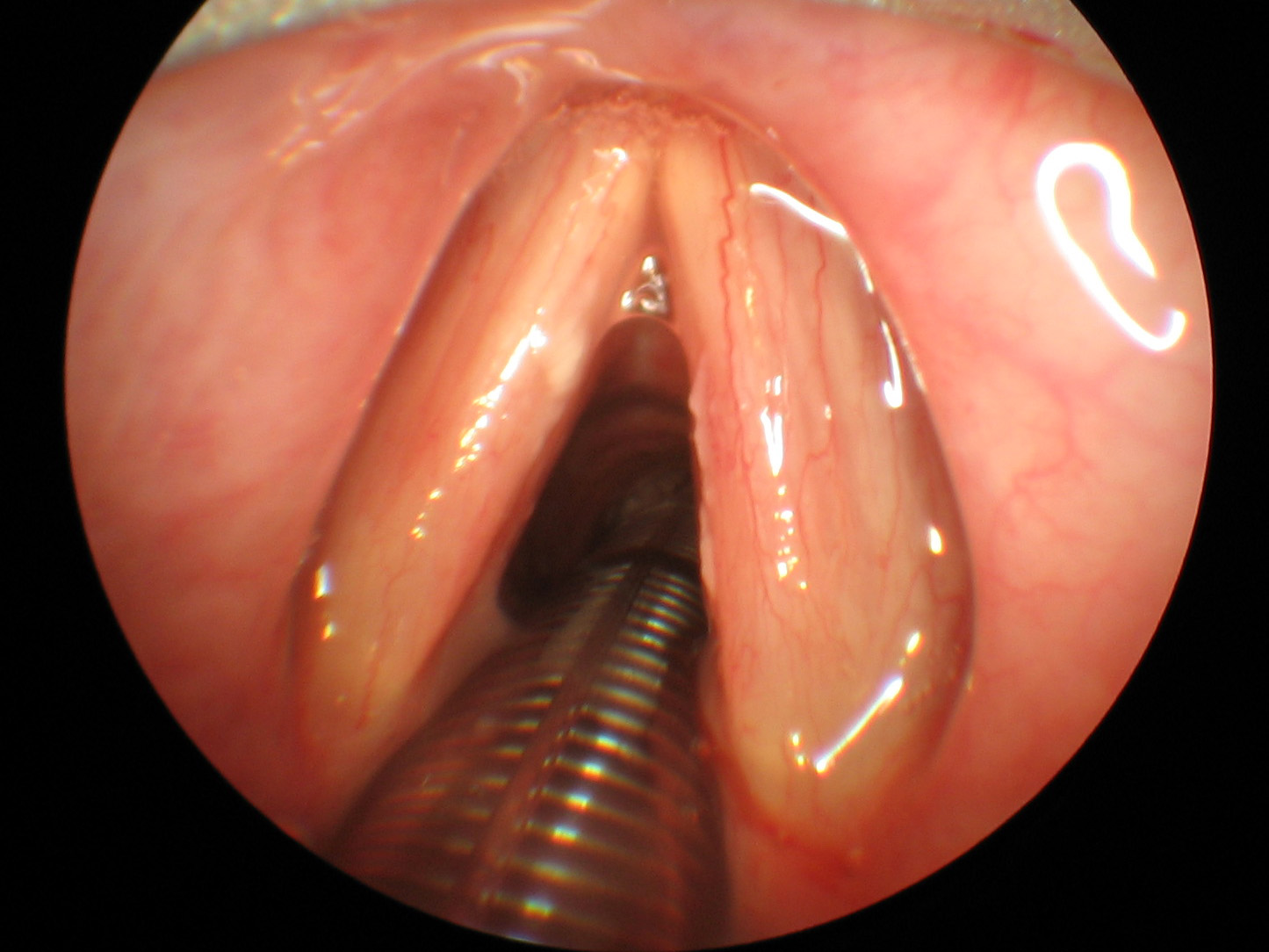
Zustand nach erfolgter Intubation. Sicht auf die Stimmlippen mit eingelegtem Spiraltubus

Als Intubation (älter auch Tubage) wird das Einführen eines Tubus (lateinisch für „Röhre“; Plural: Tubusse, Tuben) in eine natürliche Körperhöhle oder in ein Hohlorgan bezeichnet. Meist wird der Begriff im Sinne des Einführens eines Beatmungsrohres bzw. Beatmungsschlauches über Mund oder Nase in den Rachen oder bis in die Luftröhre (Trachea) zur aspirationsgeschützten Beatmung (Sicherung der Atemwege) genutzt. Der Begriff Intubation wird teilweise auch zur Beschreibung endoskopischer Prozeduren gebraucht.
Die Entfernung eines Beatmungstubus wird Extubation genannt. Die Beatmungsentwöhnung mit Übergang zur Spontanatmung heißt fachsprachlich auch Weaning.

## Arten der Intubation

### Oropharyngealtubus
Wird ein gebogenes Kunststoffrohr (Tubus) über den Mund (os) bis in den Rachen (Pharynx) gelegt, spricht man vom Oropharyngealtubus (auch Mund- oder Rachentubus genannt; nach lateinisch ōs und altgriechisch φάρυγξ phárynx). Er soll die Zunge von der Rachenhinterwand weghalten und so die Spontanatmung oder eine Beatmung mit einem Beatmungsbeutel ermöglichen. Zu den Oropharyngealtuben gehören der Guedel-Tubus, COPA-Tubus, Weinmann-Lifeway und der Safar-Tubus.

### Nasopharyngealtubus
Beim Nasopharyngealtubus oder Nasopharynx-Tubus nach Wendl (Wendl-Tubus) wird der Tubus über die Nase eingeführt und kommt gleich den Oropharyngealtuben im Rachen zum Liegen. Der Wendl-Tubus wird bei noch vorhandenen Schutzreflexen in der Regel besser toleriert und löst seltener einen Würgereiz aus als der Guedel-Tubus, der über den Mund eingeführt wird.

### Endotracheale Intubation

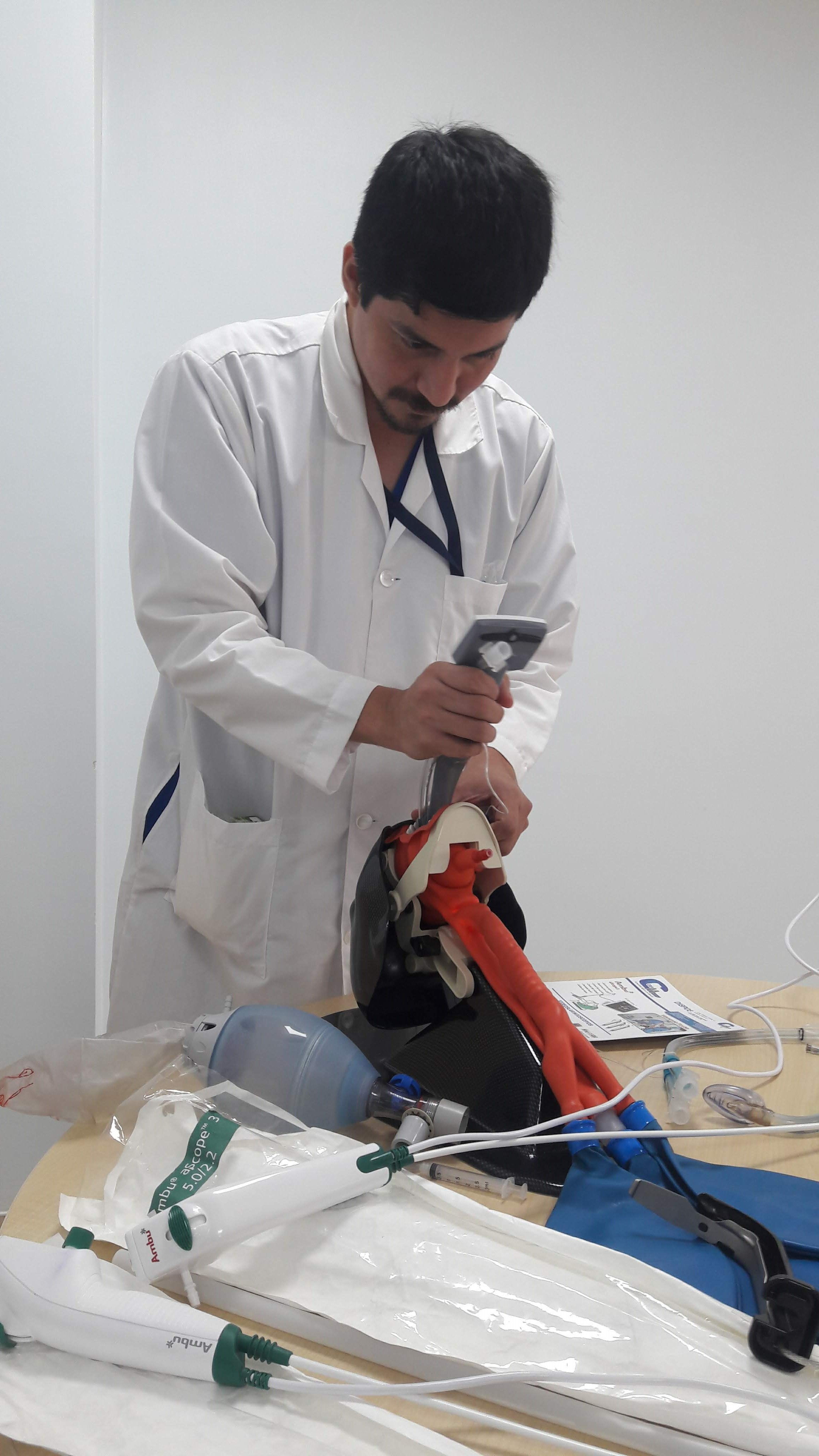

Bei der endotrachealen Intubation wird ein Endotrachealtubus durch Mund (orotracheal) oder Nase (nasotracheal) zwischen den Stimmlippen des Kehlkopfes (Larynx) hindurch in die Luftröhre (Trachea) eingebracht. Auf dem Endotrachealtubus ist eine Skala in Zentimetern aufgedruckt. Der Tubus wird bei erwachsenen Menschen normalerweise bis zu einer Entfernung von 21 cm von den Frontzähnen des Oberkiefers vorgeschoben; hiervon wird bei extrem kleinen oder extrem großen Personen abgewichen. Diese endotracheale Intubation wird bei Patienten in Narkose, bei einer Bewusstlosigkeit oder bei akuten Störungen der Atmung durchgeführt, um die Atemwege vor einer Aspiration zu sichern und eine Beatmung zu ermöglichen. Da die anatomischen Gegebenheiten von Mensch zu Mensch unterschiedlich sind und daraus resultierend auch die Anatomie des Mund-Rachen-Raumes sowie der Trachea und Stimmritze, gibt es zur Einstufung der Schwierigkeit bei einer Intubation die Klassifikation nach Cormack und Lehane – wobei in vier unterschiedliche Grade eingeteilt wird, wie gut die Stimmritzen zu sehen sind. Zur Vereinfachung der endotrachealen Intubation gibt es verschiedene Möglichkeiten, wie etwa den Sellick-Handgriff oder das BURP-Manöver. Die Intubation gilt heute als Standardmethode (Goldstandard) der Atemwegssicherung durch den Geübten, der Begriff Intubation wird im engeren Sinn oft deshalb auf diese bezogen. Das Einführen eines Tubus mit zwei Lumina ermöglicht die seitengetrennte Belüftung der Lungenflügel, was bei einigen Eingriffen in der Thoraxchirurgie benötigt wird. Dies wird teilweise auch als endobronchiale Intubation beschrieben, da die Spitze des Tubus in einem Hauptbronchus zu liegen kommt.

### Videokontrolle
Es gibt zudem ein Verfahren, bei dem ein Videolaryngoskop (mit-)verwendet wird. In diesem Fall wird die Suche des Weges zur Stimmritze und in die Luftröhre durch die Videosicht unterstützt.

### Alternativen zur endotrachealen Intubation
Alternativen zur endotrachealen Intubation sind Hilfsmittel wie Larynxmaske, Larynxtubus und Combitubus, die oft zur Beatmung bei kleineren Operationen, bei Unvermögen, den Tubus korrekt zu platzieren (schwierige Intubation), oder von nicht-ärztlichem Sanitätspersonal eingesetzt werden. Explizit wird in den Reanimationsrichtlinien des ERC von 2011 erwähnt, dass Ungeübte auf diese Alternativen zur Atemwegssicherung zurückgreifen sollen, um die Fehlintubation, also das unbemerkte Einführen des Endotrachealtubus in die Speiseröhre mit Magenüberblähung, zu verhindern.
Durch die Anwendung einer sogenannten nichtinvasiven Beatmung (NIV) kann in manchen Fällen eine Intubation vermieden werden.
Eine weitere Alternative ist die bereits 1885 von Joseph O’Dwyer (1841–1898) bei Diphtherie angewendete endolaryngeale Intubation über eine Koniotomie.